# 264 (عدد)
264 هو عدد صحيح طبيعي بين 263 و265

## في الرياضيات

### خصائص
- 264 عدد زوجي
- 264 عدد زائد
- 264 عدد مضلعي (89 أضلاع-...)